# Coppa del Mondo di bob 2004
La Coppa del Mondo di bob 2003/04, organizzata dalla FIBT, è iniziata a Calgary, in Canada, il 21 novembre 2003 per gli uomini e il 28 novembre 2003 per le donne ed è terminata il 7 febbraio 2004 a Sigulda, in Lettonia, per le donne e il 15 febbraio 2004 ad Igls, in Austria, per gli uomini. Si sono disputate ventidue gare, sette nel bob a 2 uomini e nel bob a 4 in sette differenti località e otto nel bob a 2 donne in quattro differenti località.
Le due tappe di Winterberg, previste per il bob femminile il 14 e 15 febbraio 2004 e le due gare maschili di La Plagne, in programma il 16 e 17 gennaio 2004, sono state cancellate.
Nel corso della stagione si sono tenuti anche i campionati mondiali di Schönau am Königssee 2004, in Canada, competizione non valida ai fini della Coppa del Mondo, mentre le tappe di Sigulda e Sankt Moritz hanno rispettivamente assegnato anche il titolo europeo femminile e maschile.

## Risultati

### Uomini
La gara di bob a quattro maschile di Winterberg, prevista per il 14 dicembre 2003, è stata cancellata ed è stata recuperata il 30 gennaio 2004 durante la tappa di Cortina d'Ampezzo.
| Data             | Località          | Specialità | Primi classificati                                         | Secondi classificati                                                            | Terzi classificati                                                           |
| ---------------- | ----------------- | ---------- | ---------------------------------------------------------- | ------------------------------------------------------------------------------- | ---------------------------------------------------------------------------- |
| 21 novembre 2003 | Calgary           | A due      | Pierre Lueders Giulio Zardo Canada                         | Christoph Langen Christoph Heyder Germania e Todd Hays Steve Mesler Stati Uniti | non assegnato                                                                |
| 22 novembre 2003 | Calgary           | A quattro  | André Lange René Hoppe Kevin Kuske Thomas Pöge Germania    | Christoph Langen Christoph Heyder Enrico Kühn Alexander Metzger Germania        | Aleksandr Zubkov Aleksej Selivërstov Sergej Golubev Dmitrij Stëpuškin Russia |
| 29 novembre 2003 | Lake Placid       | A due      | Pierre Lueders Giulio Zardo Canada                         | André Lange Kevin Kuske Germania                                                | Todd Hays Steve Mesler Stati Uniti                                           |
| 30 novembre 2003 | Lake Placid       | A quattro  | André Lange René Hoppe Kevin Kuske Lars Behrendt Germania  | Todd Hays Brock Kreitzburg Bill Schuffenhauer Steve Mesler Stati Uniti          | Matthias Höpfner Marc Kühne Andreas Barucha Stefan Barucha Germania          |
| 13 dicembre 2003 | Winterberg        | A due      | Todd Hays Steve Mesler Stati Uniti                         | André Lange Kevin Kuske Germania                                                | Christoph Langen Markus Zimmermann Germania                                  |
| 14 dicembre 2003 | Winterberg        | A quattro  | gara cancellata                                            | gara cancellata                                                                 | gara cancellata                                                              |
| 20 dicembre 2003 | Altenberg         | A due      | André Lange Kevin Kuske Germania                           | Christoph Langen Franz Sagmeister Germania                                      | Pierre Lueders Giulio Zardo Canada                                           |
| 21 dicembre 2003 | Altenberg         | A quattro  | André Lange René Hoppe Kevin Kuske Lars Behrendt Germania  | Matthias Höpfner Marc Kühne Andreas Barucha Stefan Barucha Germania             | Todd Hays Brock Kreitzburg Bill Schuffenhauer Steve Mesler Stati Uniti       |
| 16 gennaio 2004  | La Plagne         | A due      | tappa cancellata                                           | tappa cancellata                                                                | tappa cancellata                                                             |
| 17 gennaio 2004  | La Plagne         | A quattro  | tappa cancellata                                           | tappa cancellata                                                                | tappa cancellata                                                             |
| 24 gennaio 2004  | Sankt Moritz      | A due      | Pierre Lueders Giulio Zardo Canada                         | Christoph Langen Christoph Heyder Germania                                      | Ivo Rüegg Beat Hefti Svizzera                                                |
| 25 gennaio 2004  | Sankt Moritz      | A quattro  | André Lange Udo Lehmann Kevin Kuske René Hoppe Germania    | Todd Hays Pavle Jovanovic Bill Schuffenhauer Steve Mesler Stati Uniti           | Ivo Rüegg Ali Dinçer Beat Hefti Christian Aebli Svizzera                     |
| 30 gennaio 2004  | Cortina d'Ampezzo | A quattro  | André Lange Udo Lehmann René Hoppe Lars Behrendt Germania  | Pierre Lueders Alan Hough Ken Kotyk Giulio Zardo Canada                         | Matthias Höpfner Marc Kühne Andreas Barucha Stefan Barucha Germania          |
| 31 gennaio 2004  | Cortina d'Ampezzo | A due      | Christoph Langen Markus Zimmermann Germania                | Pierre Lueders Giulio Zardo Canada                                              | Ivo Rüegg Beat Hefti Svizzera                                                |
| 1º febbraio 2004 | Cortina d'Ampezzo | A quattro  | Martin Annen Andi Gees Bruno Zurfluh Cédric Grand Svizzera | André Lange Udo Lehmann René Hoppe Lars Behrendt Germania                       | Todd Hays Pavle Jovanovic Bill Schuffenhauer Steve Mesler Stati Uniti        |
| 14 febbraio 2004 | Igls              | A due      | André Lange Kevin Kuske Germania                           | Christoph Langen Franz Sagmeister Germania                                      | Martin Annen Cédric Grand Svizzera                                           |
| 15 febbraio 2004 | Igls              | A quattro  | André Lange Udo Lehmann Kevin Kuske René Hoppe Germania    | Christoph Langen Christoph Heyder Enrico Kühn Jens Nohka Germania               | Todd Hays Pavle Jovanovic Bill Schuffenhauer Steve Mesler Stati Uniti        |

### Donne
| Data             | Località    | Specialità     | Prime classificate                           | Seconde classificate                     | Terze classificate                         |
| ---------------- | ----------- | -------------- | -------------------------------------------- | ---------------------------------------- | ------------------------------------------ |
| 28 novembre 2003 | Calgary     | A due (gara 1) | Sandra Prokoff Anja Schneiderheinze Germania | Susi Erdmann Kristina Bader Germania     | Cathleen Martini Yvonne Cernota Germania   |
| 29 novembre 2003 | Calgary     | A due (gara 2) | Sandra Prokoff Janine Tischer Germania       | Susi Erdmann Nicole Herschmann Germania  | Eline Jurg Nannet Karenbeld Paesi Bassi    |
| 6 dicembre 2003  | Lake Placid | A due (gara 1) | Sandra Prokoff Anja Schneiderheinze Germania | Susi Erdmann Nicole Herschmann Germania  | Cathleen Martini Yvonne Cernota Germania   |
| 7 dicembre 2003  | Lake Placid | A due (gara 2) | Susi Erdmann Kristina Bader Germania         | Sandra Prokoff Janine Tischer Germania   | Cathleen Martini Berit Wiacker Germania    |
| 22 gennaio 2004  | Lillehammer | A due (gara 1) | Sandra Prokoff Anja Schneiderheinze Germania | Susi Erdmann Anne Dietrich Germania      | Claudia Schramm Nicole Herschmann Germania |
| 23 gennaio 2004  | Lillehammer | A due (gara 2) | Sandra Prokoff Berit Wiacker Germania        | Eline Jurg Nannet Karenbeld Paesi Bassi  | Jean Racine Vonetta Flowers Stati Uniti    |
| 6 febbraio 2004  | Sigulda     | A due (gara 1) | Cathleen Martini Yvonne Cernota Germania     | Viktorija Tokovaja Nadežda Orlova Russia | Claudia Schramm Stefanie Szczurek Germania |
| 7 febbraio 2004  | Sigulda     | A due (gara 2) | Cathleen Martini Sandra Germain Germania     | Jean Racine Vonetta Flowers Stati Uniti  | Gerda Weißensteiner Jennifer Isacco Italia |
| 14 febbraio 2004 | Winterberg  | A due (gara 1) | tappa cancellata                             | tappa cancellata                         | tappa cancellata                           |
| 15 febbraio 2004 | Winterberg  | A due (gara 2) | tappa cancellata                             | tappa cancellata                         | tappa cancellata                           |

## Classifiche

### Bob a due uomini
| Pos. | Nome pilota       | Nazione     | CAL | LAK | WIN | ALT | LAP | STM | COR | IGL | Totale |
| ---- | ----------------- | ----------- | --- | --- | --- | --- | --- | --- | --- | --- | ------ |
| 1    | Christoph Langen  | Germania    | 2   | 4   | 3   | 2   | C   | 2   | 1   | 2   | 231    |
| 2    | Pierre Lueders    | Canada      | 1   | 1   | 4   | 3   | C   | 1   | 2   | 5   | 229    |
| 3    | André Lange       | Germania    | 7   | 2   | 2   | 1   | C   | 4   | 5   | 1   | 219    |
| 4    | Todd Hays         | Stati Uniti | 2   | 3   | 1   | 9   | C   | 5   | 7   | 6   | 199    |
| 5    | Martin Annen      | Svizzera    | 4   | 6   | 14  | 12  | C   | 8   | 4   | 3   | 175    |
| 6    | Ivo Rüegg         | Svizzera    | 9   | 15  | 9   | 10  | C   | 3   | 3   | 4   | 174    |
| 7    | Wolfgang Stampfer | Austria     | 6   | 7   | 10  | 11  | C   | 6   | 11  | 9   | 158    |
| 8    | Gatis Gūts        | Lettonia    | 10  | 14  | 18  | 5   | C   | 12  | 6   | 12  | 142    |
| 9    | Aleksandr Zubkov  | Russia      | 5   | 5   | 6   | 4   | C   | DSQ | 15  | 20  | 136    |
| 10   | Bruno Mingeon     | Francia     | 14  | 16  | 8   | 15  | C   | 9   | 10  | 21  | 127    |

### Bob a quattro uomini
| Pos. | Nome pilota       | Nazione     | CAL | LAK | ALT | LAP | STM | COR | COR | IGL | Totale |
| ---- | ----------------- | ----------- | --- | --- | --- | --- | --- | --- | --- | --- | ------ |
| 1    | André Lange       | Germania    | 1   | 1   | 1   | C   | 1   | 1   | 2   | 1   | 235    |
| 2    | Aleksandr Zubkov  | Russia      | 3   | 4   | 5   | C   | 7   | 4   | 5   | 4   | 187    |
| 3    | Todd Hays         | Stati Uniti | DSQ | 2   | 3   | C   | 2   | 6   | 3   | 2   | 181    |
| 4    | Matthias Höpfner  | Germania    | 5   | 3   | 2   | C   | 15  | 3   | 8   | 5   | 180    |
| 5    | Martin Annen      | Svizzera    | 4   | 5   | 8   | C   | 9   | 8   | 1   | 8   | 173    |
| 6    | Ivo Rüegg         | Svizzera    | 6   | 10  | 7   | C   | 3   | 5   | 6   | 7   | 170    |
| 7    | Pierre Lueders    | Canada      | 15  | 6   | 4   | C   | 4   | 2   | 13  | 11  | 162    |
| 8    | Evgenij Popov     | Russia      | 7   | 9   | 12  | C   | 10  | 9   | 7   | 14  | 142    |
| 9    | Wolfgang Stampfer | Austria     | 16  | 8   | 10  | C   | 6   | 14  | 11  | 10  | 134    |
| 10   | Ivo Danilevič     | Rep. Ceca   | 13  | 11  | 6   | C   | 12  | 10  | 14  | 12  | 132    |

### Combinata uomini
| Pos. | Nome pilota       | Nazione     | CAL     | LAK     | ALT     | WIN | LAP | STM     | COR         | IGL     | Totale |
| ---- | ----------------- | ----------- | ------- | ------- | ------- | --- | --- | ------- | ----------- | ------- | ------ |
| 1    | André Lange       | Germania    | 7 / 1   | 2 / 1   | 2 / 1   | 1   | C   | 4 / 1   | 5 / 1 / 2   | 1 / 1   | 454    |
| 2    | Pierre Lueders    | Canada      | 1 / 15  | 1 / 6   | 4 / 4   | 3   | C   | 1 / 4   | 2 / 2 / 13  | 5 / 11  | 391    |
| 3    | Todd Hays         | Stati Uniti | 2 / DSQ | 3 / 2   | 1 / 3   | 9   | C   | 5 / 2   | 7 / 6 / 3   | 6 / 2   | 380    |
| 4    | Christoph Langen  | Germania    | 2 / 2   | 4 / -   | 3 / DNS | 2   | C   | 2 / 5   | 1 / 11 / 4  | 2 / 6   | 362    |
| 5    | Martin Annen      | Svizzera    | 4 / 4   | 6 / 5   | 14 / 8  | 12  | C   | 8 / 9   | 4 / 8 / 1   | 3 / 8   | 348    |
| 6    | Ivo Rüegg         | Svizzera    | 9 / 6   | 15 / 10 | 9 / 7   | 10  | C   | 3 / 3   | 3 / 5 / 6   | 4 / 7   | 344    |
| 7    | Aleksandr Zubkov  | Russia      | 5 / 3   | 5 / 4   | 6 / 5   | 4   | C   | DSQ / 7 | 15 / 4 / 5  | 20 / 4  | 323    |
| 8    | Wolfgang Stampfer | Austria     | 6 / 16  | 7 / 8   | 10 / 10 | 11  | C   | 6 / 6   | 11 / 4 / 11 | 9 / 10  | 292    |
| 9    | Matthias Höpfner  | Germania    | 21 / 5  | 9 / 3   | 6 / 2   | 3   | C   | 14 / 15 | 13 / 3 / 8  | 16 / 5  | 286    |
| 10   | Evgenij Popov     | Russia      | 12 / 7  | 13 / 9  | 14 / 12 | 9   | C   | 11 / 10 | 12 / 9 / 7  | 13 / 14 | 260    |

### Bob donne
| Pos. | Nome pilota         | Nazione     | CAL-1 | CAL-2 | LAK-1 | LAK-2 | LIL-1 | LIL-2 | SIG-1 | SIG-2 | WIN-1/2 | Totale |
| ---- | ------------------- | ----------- | ----- | ----- | ----- | ----- | ----- | ----- | ----- | ----- | ------- | ------ |
| 1    | Sandra Prokoff      | Germania    | 1     | 1     | 1     | 2     | 1     | 1     | -     | -     | C       | 196    |
| 2    | Jean Racine         | Stati Uniti | 10    | 8     | 5     | 5     | 3     | 1     | 5     | 2     | C       | 186    |
| 3    | Susi Erdmann        | Germania    | 2     | 2     | 2     | 1     | 2     | 7     | -     | -     | C       | 179    |
| 3    | Gerda Weißensteiner | Italia      | 5     | 9     | 4     | 6     | 7     | 5     | 7     | 3     | C       | 179    |
| 5    | Cathleen Martini    | Germania    | 3     | 4     | 3     | 3     | 4     | 6     | 1     | 1     | C       | 168    |
| 6    | Viktorija Tokovaja  | Russia      | 7     | 7     | 5     | 4     | 12    | 14    | 2     | 6     | C       | 166    |
| 7    | Françoise Burdet    | Svizzera    | 6     | 6     | 7     | 7     | 11    | 11    | 4     | 5     | C       | 160    |
| 8    | Eline Jurg          | Paesi Bassi | 4     | 3     | 8     | 8     | 4     | 2     | -     | -     | C       | 150    |
| 9    | Shauna Rohbock      | Stati Uniti | 11    | 5     | 4     | 6     | 8     | 4     | 6     | 7     | C       | 122    |
| 10   | Ilse Broeders       | Paesi Bassi | 12    | 12    | 11    | 12    | 9     | 10    | -     | -     | C       | 99     |